# Antoine de Laforêt
Pour les articles homonymes, voir Laforêt (homonymie).
Antoine René Charles Mathurin de Laforest  né à Aire-sur-la-Lys (paroisse Saint Pierre) le 7 août 1756, mort au château de Freschines, commune de Villefrancœur, le 2 août 1846, est un diplomate et homme politique français sous l'Ancien Régime, le Premier Empire et la Restauration.

## Carrière politique et diplomatique
Fils de Jacques de Laforest, militaire d'une famille noble du Maine, il est d'abord destiné à l'état militaire puis réorienté vers la diplomatie : en 1774, il est enregistré comme élève des affaires étrangères. Le 5 novembre 1778, pendant la guerre d'indépendance des États-Unis, il est envoyé comme secrétaire de légation sous l'ambassadeur Anne César de La Luzerne auprès du Congrès continental américain. Il est ensuite vice-consul puis consul en Caroline du Nord, Caroline du Sud, Géorgie et plus tard dans l'État de New York. En 1785, il est nommé vice-consul général puis consul général. 
À la fin de 1792, pendant la Révolution française, les diplomates de l'Ancien Régime sont rappelés en France : Laforest reçoit ses lettres de rappel le 18 mai 1793. Inquiet de la situation en France, il préfère rester aux États-Unis comme émigré. Cependant, le président George Washington, en lui donnant des garanties pour sa sûreté, l'envoie à Paris pour une mission diplomatique ; il est bien accueilli et, en novembre 1793, chargé d'un message en retour du gouvernement français pour le président américain. Il ne rentre en France qu'en 1795 et reste à l'écart des affaires publiques. En 1797, Talleyrand le convainc de reprendre du service aux affaires étrangères.  
Il est chargé de plusieurs postes diplomatiques en Bavière, Autriche et Prusse. Le 23 mars 1808, il est nommé ambassadeur en Espagne où il arrive au milieu de la crise successorale qui oppose Charles IV à son fils Ferdinand VII ; il reste en poste lorsque l'Espagne passe sous occupation française et que Joseph Bonaparte, frère de Napoléon, en est proclamé roi. En avril 1813, il demande son rappel en France pour raisons de santé. Le 13 novembre 1813, Napoléon le désigne pour négocier secrètement avec Ferdinand VII, prisonnier au château de Valençay, et lui proposer sa restauration sur le trône d'Espagne en échange de son retrait de la Sixième Coalition. Le traité de Valençay est signé le 15 décembre 1813, le roi Ferdinand se déclarant très satisfait de la conduite de Laforest.  
Il est nommé ministre des affaires étrangères du 3 avril 1814 au 13 mai 1814 dans le Gouvernement Provisoire de 1814 ; remplacé à ce poste par Talleyrand, il est envoyé comme négociateur français du traité de Paris signé le 30 mai 1814. Pendant les Cent-Jours, Napoléon songe à le poursuivre pour son rôle pendant la Restauration de 1814 mais il est élu député à la Chambre des représentants par le département de Loir-et-Cher, ce qui lui confère l'immunité parlementaire. Il exerce son mandat du 11 mai 1815 au 13 juillet 1815. En juin 1815, lors de la seconde entrée des Alliés à Paris, il fait partie des commissaires chargés de négocier l'armistice.  
Membre du Conseil d'État sous l'Empire puis sous la Restauration, il est nommé pair de France le 5 mars 1819, ministre d'état et membre du conseil privé le 28 mai 1825.

## Vie privée
Il avait épousé Catherine Marie Le Cuillier de Beaumanoir, fille du capitaine de cavalerie François-Jacques Le Cuillier de Beaumanoir, dont il n'a qu'une fille, mariée en 1808 au marquis de Moustier. Il est l'auteur de plusieurs ouvrages dont des romans.  

## Sources
- Ressource relative à la vie publique :   - Base Sycomore
- « Antoine de Laforêt », dans Adolphe Robert et Gaston Cougny, Dictionnaire des parlementaires français, Edgar Bourloton, 1889-1891 [détail de l’édition]
- « Laforest (Antoine-René-Charles-Mathurin, comte de) » in Biographie universelle et portative des contemporains, volume 2, partie 1, Paris, 1826, p. 71-72.

Les archives du Gouvernement provisoire et de la Première Restauration (1814-1815) sont conservées aux Archives nationales (France).